# Elisabeth von Litauen
Elisabeth (poln. Elżbieta; † 2. Juni 1364 in Płock) war eine litauische Prinzessin und masowische Fürstin. Sie entstammte dem Adelsgeschlecht der Gediminiden und heiratete in die masowischen Piasten ein.

## Leben
Elisabeth war Tochter von Herzog Gediminas von Litauen († 1341) und Jewna von Polozk.

## Ehe und Familie
Zwischen 1316 und 1320 heiratete sie Wacław von Płock von Masowien. Aus der Ehe gingen die folgenden Kinder hervor:
- Anna von Płock, Ehefrau von Heinrich V. Herzog von Glogau-Sagan
- Bolesław III., Herzog von Masowien